# ورزشگاه فولسوم درست
ورزشگاه فولسوم درست (انگلیسی: Folsom Field) ورزشگاه فوتبال در فضای باز واقع در پردیس دانشگاه کلرادو در بولدر، کلرادو است؛ و ۹۲ سال پیش در سال ۱۹۲۴ افتتاح شد.

## نگارخانه

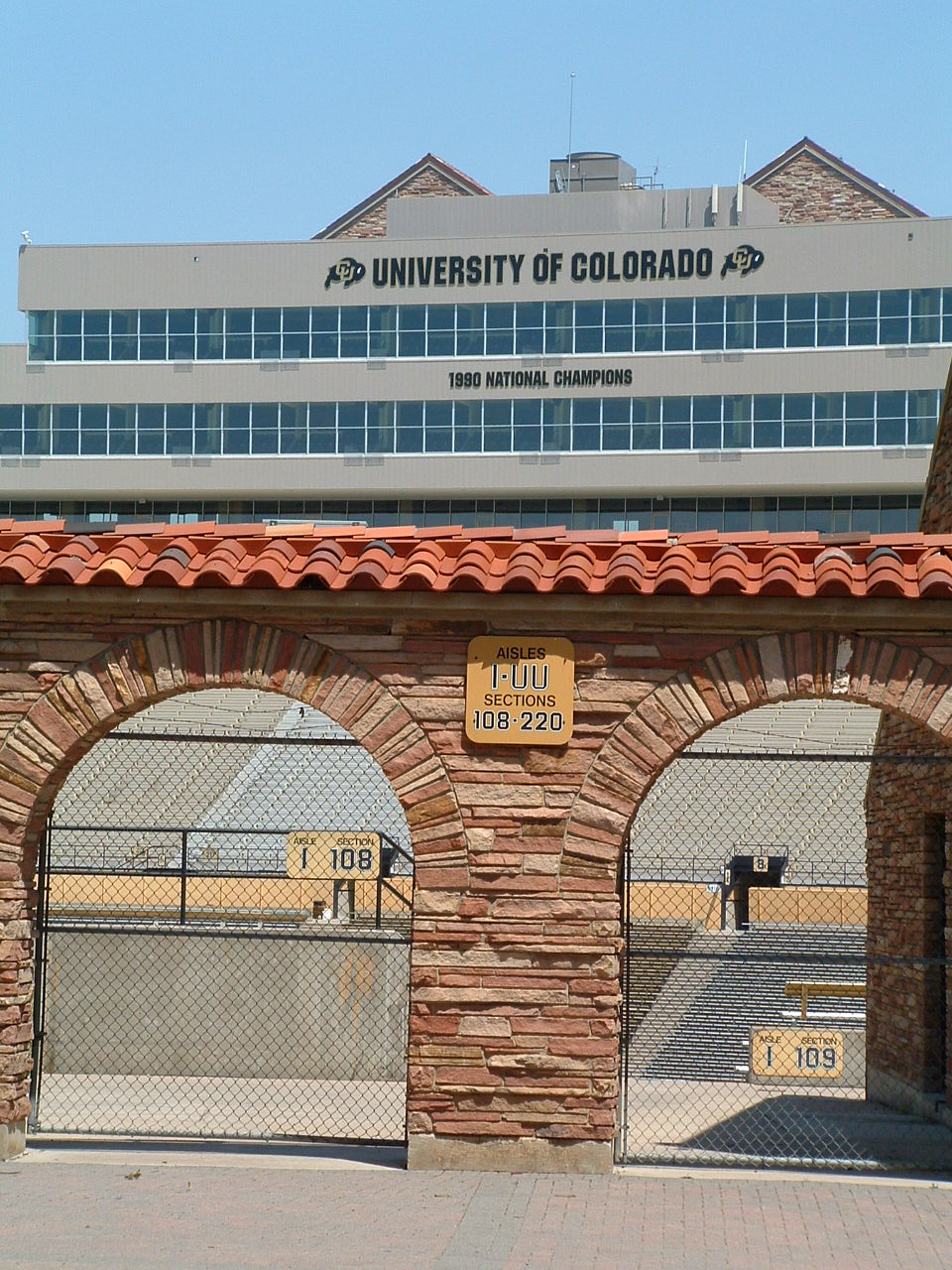
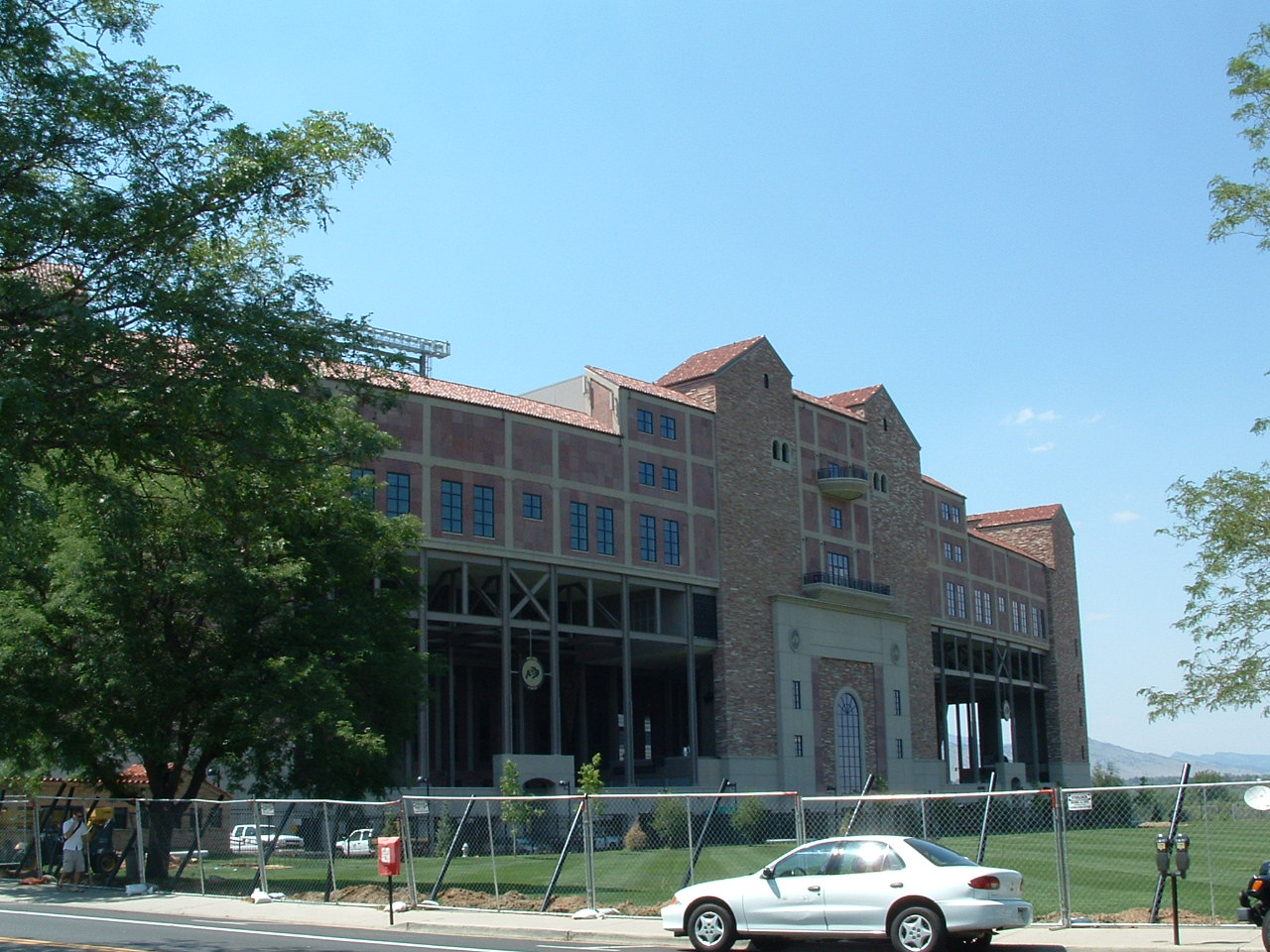
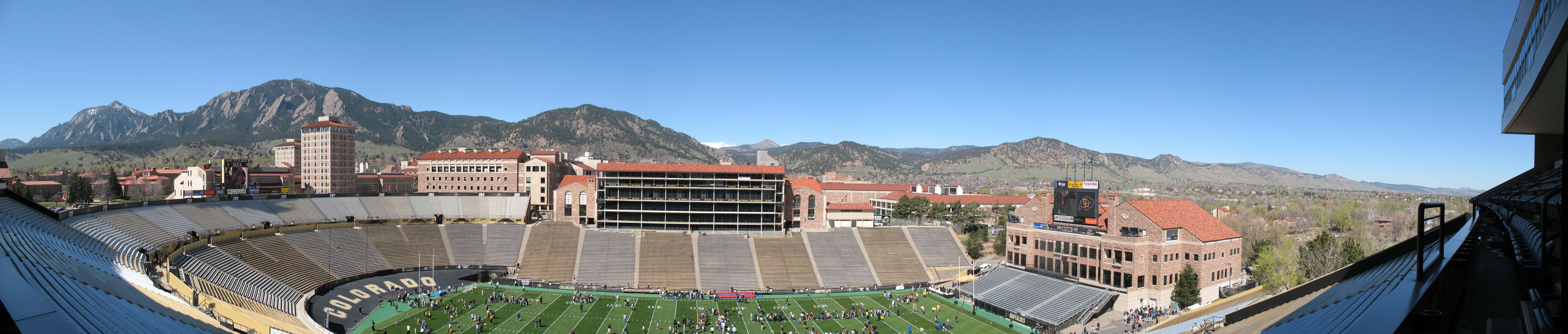
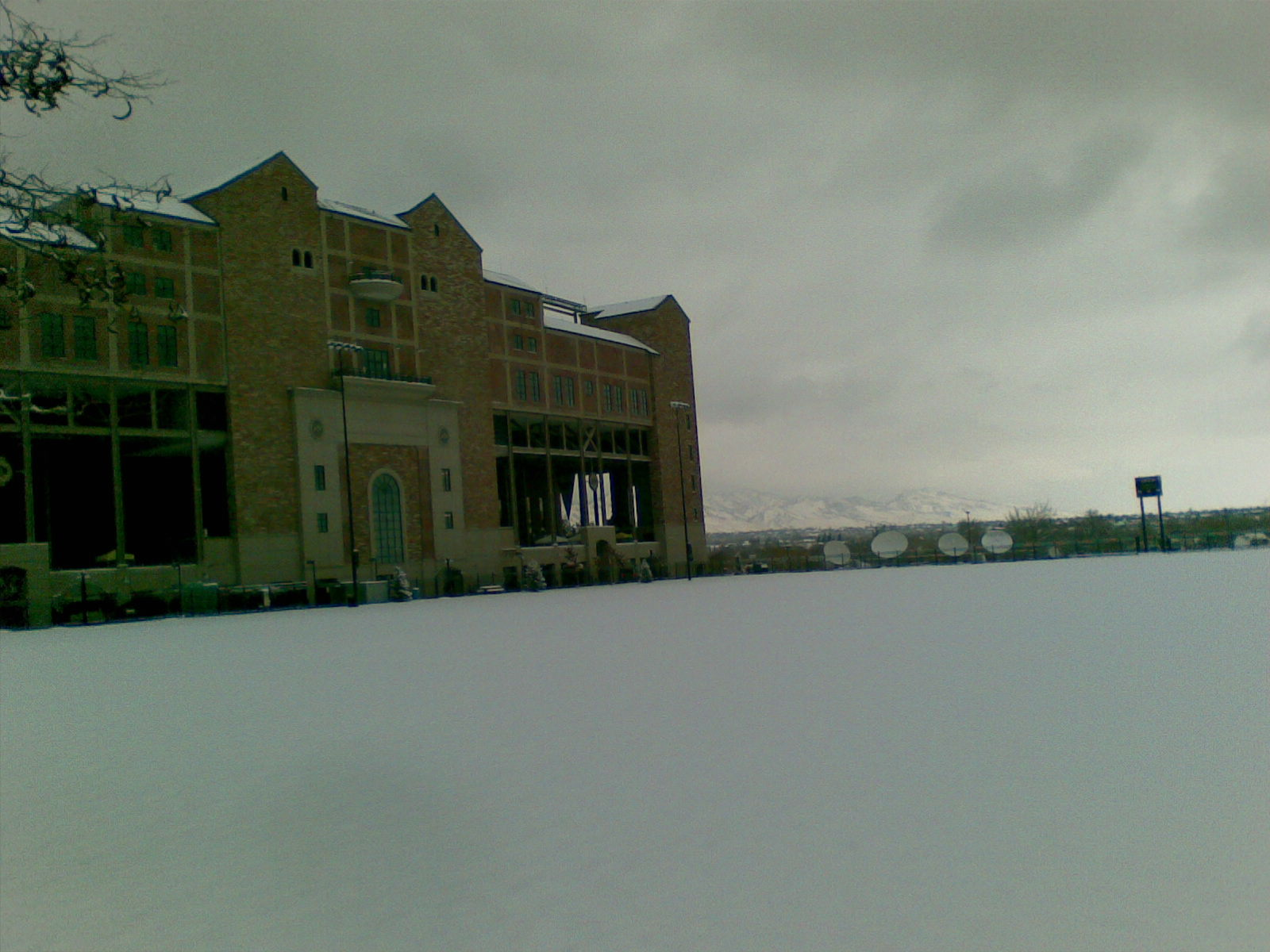